# This Is Elvis
This Is Elvis är en dokumentärfilm från 1981.

## Innehåll
Filmen följer Elvis Presley från det att han är sju år gammal fram till hans död 1977. Filmen börjar med hans död den 16 augusti 1977 och hoppar sedan tillbaka till Presleys barndom. Delar av filmen utgörs av riktiga inspelningar med Elvis Presley medan en del av den utgörs av skådespeleri.